# Beleg van Bergen op Zoom (1588)

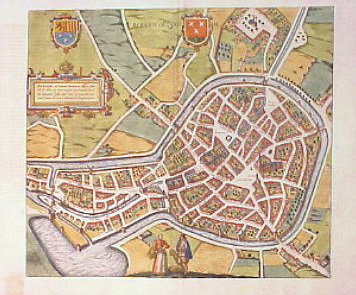
Kaart van Bergen op Zoom in 1598

Het eerste Beleg van Bergen op Zoom was een belegering tijdens de Tachtigjarige Oorlog van Bergen op Zoom die begon op 23 september 1588. Het beleg ging tussen de Engelse en Nederlandse troepen van de Verenigde Provincies onder leiding van Thomas Morgan en Peregrine Bertie (baron van Willoughby) en de 'Spaanse' legers onder leiding van Alexander Farnese, hertog van Parma. De stad werd ontzet door een leger onder leiding van Maurits van Nassau waardoor het beleg eindigde op 13 november 1588.

## Voorbereidingen
Na de mislukte invasie van Engeland door de Spaanse Armada in de zomer van 1588 trok Parma met zijn leger van 36000 troepen vanuit Duinkerke naar Bergen op Zoom met het voornemen deze voor de winter in te nemen.
Een regiment van 800 piekeniers en 3000 musketiers onder leiding van de baron van Montigny (Markies van Renty) en Peter Ernst I van Mansfeld gingen het leger van Parma vooraf met het doel het eiland Tholen te veroveren. Dit eiland en de daarop gelegen gelijknamige stad speelde een belangrijke rol bij de bevoorrading van Bergen op Zoom. Tholen werd verdedigd door de Zeeuwse troepen van graaf Everard Solms. Op 17 september werden na diverse pogingen het eiland in te nemen de Spaanse troepen afgeslagen. De Bergse predikant Jakob Baselius vermeld hierbij in zijn verslag dat veel regeringssoldaten zich verkeken op de diepte van het water waardoor ze verdronken. Ook werden er doodgeschoten nog voordat zij uit het water konden geraken. Baselius spreekt van 200 doden bij de vijand en 1 dode bij de Zeeuwse troepen. Andere bronnen houden het op 400 gedode 'Spanjaarden'. De overige troepen, waaronder beide bevelhebbers, wisten zich ternauwernood in veiligheid te brengen door zich uit het slijk en het wassende water van de Eendracht te trekken.

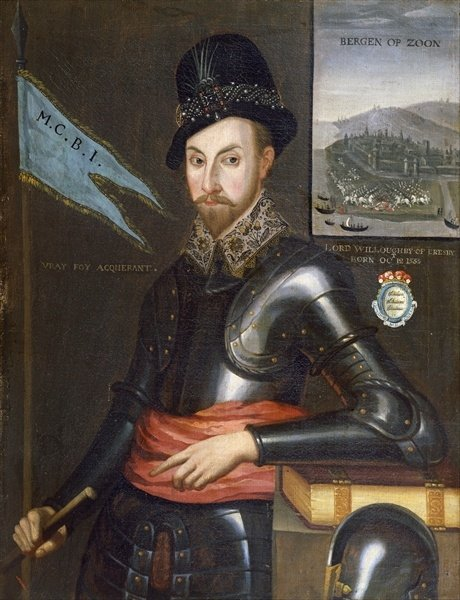
Portret van Peregrine Bertie. Op de achtergrond Bergen op Zoom

De gouverneur van Bergen op Zoom was Thomas Morgan die het gouverneurschap had overgenomen van William Drury. In de stad waren de gebroeders Paulus en Marcelis Bax gelegerd. Twee militairen die vanaf 1581 in dienst van de Staten Generaal waren. Nadat de gebroeders Bax na het gevangen nemen van twee Spanjaarden zekerheid hadden gekregen over het aankomende beleg werd het in de stad gelegerde garnizoen versterkt met een Engels huurlingenleger. De in totaal 5000 Engelse en Nederlandse troepen werden geleid door Peregrine Bertie (generaal Willoughbey) en William Drury. Peregrine zou gestuurd zijn door de graaf van Leicester.
Morgan was tijdens de dreigende invasie van de Spaanse Armada belast met de verdediging van de Engelse kust. Tijdens zijn afwezigheid nam Peregrine Bertie het gouverneurschap waar. Hij verbeterde verdedigingswerken zoals het beschermen van de ophaalbruggen bij de Wouwse poort. Toch was de verdediging van de stad niet optimaal. De stad was niet geheel ommuurd en op diverse plaatsen werd de stad beschermd door eenvoudige aarden wallen.
Door de voortdurende oorlogsdreiging in Brabant, het ten einde lopen van de economische bloeiperiode van de stad en onveiligheid door muitende troepen was het inwoneraantal sterk teruggelopen van ongeveer 9500 in 1526 naar 3300 aan het einde van de 16de eeuw. De overgebleven bevolking, zowel katholiek als protestant, heeft de stad desondanks trouw verdedigd. Bekend is het voorval waarbij Predikant Baselius junior vanaf de kansel de bevolking inspireerde mee te helpen met het verstevigen van de schansen.

## De belegering
Bij terugkomst uit Engeland vernam Morgan dat de stad op 23 en 24 september door het leger van Parma was omsingeld. Dit leger bestond uit een Spaanse tercio onder leiding van Bobadila, een Duits regiment onder leiding van Berlaymond, Walen onder het bevel van Frazin, Ieren onder leiding van Stanley en zes compagnieën cavalerie. Aan de noordzijde waren de troepen gelegerd op de Rijsselbergen (de huidige Tuinwijk) en Noordgeest, aan de zuidzijde tussen de Sint Geertruydsberg en de Raaybergen.
Peregrine had de omgeving van Bergen op Zoom door inundatie onder water gezet. Intussen werden loopgraven en ravelijnen gebouwd.
Door de soms ouderwetse verdedigingswerken van de stad was men genoodzaakt door middel van stadsuitvallen de vijand op afstand van de stadsmuren te houden. Bekend is dat er diverse uitvallen zijn geweest onder leiding van de gebroeders Bax. Ze waren van mening dat hoe dichter Parma bij de stad kwam hoe moeilijker de situatie zou worden. De gebroeders Bax hadden de beschikking over een honderdtal ruiters die de Spaanse troepen soms tot aan Wouw aanvielen. De stadscavalerie wist zo verwarring te scheppen, succesvol enkele stellingen en manschappen uit te schakelen, waarna ze een goed heenkomen zochten in de stad. Andere aanvallen vonden plaats op vaak hoger gelegen gebieden die niet door de inundatie onder water waren gelopen en door de belegers werden gebruikt de stad te bestoken, zoals de Vari Bogaertsberg (het huidige Wilhelminaveld), Holwegenberg (later "Kijk in de Pot"), Wijngaardberg en Raaybergen. De aanval van de broeders Bax op Rijsselbergen is in 1680 door de dichter en etser Jan Luyken vastgelegd in een prent. Tijdens een van de uitvallen raakten Francis Vere door een Piek gewond aan zijn been.

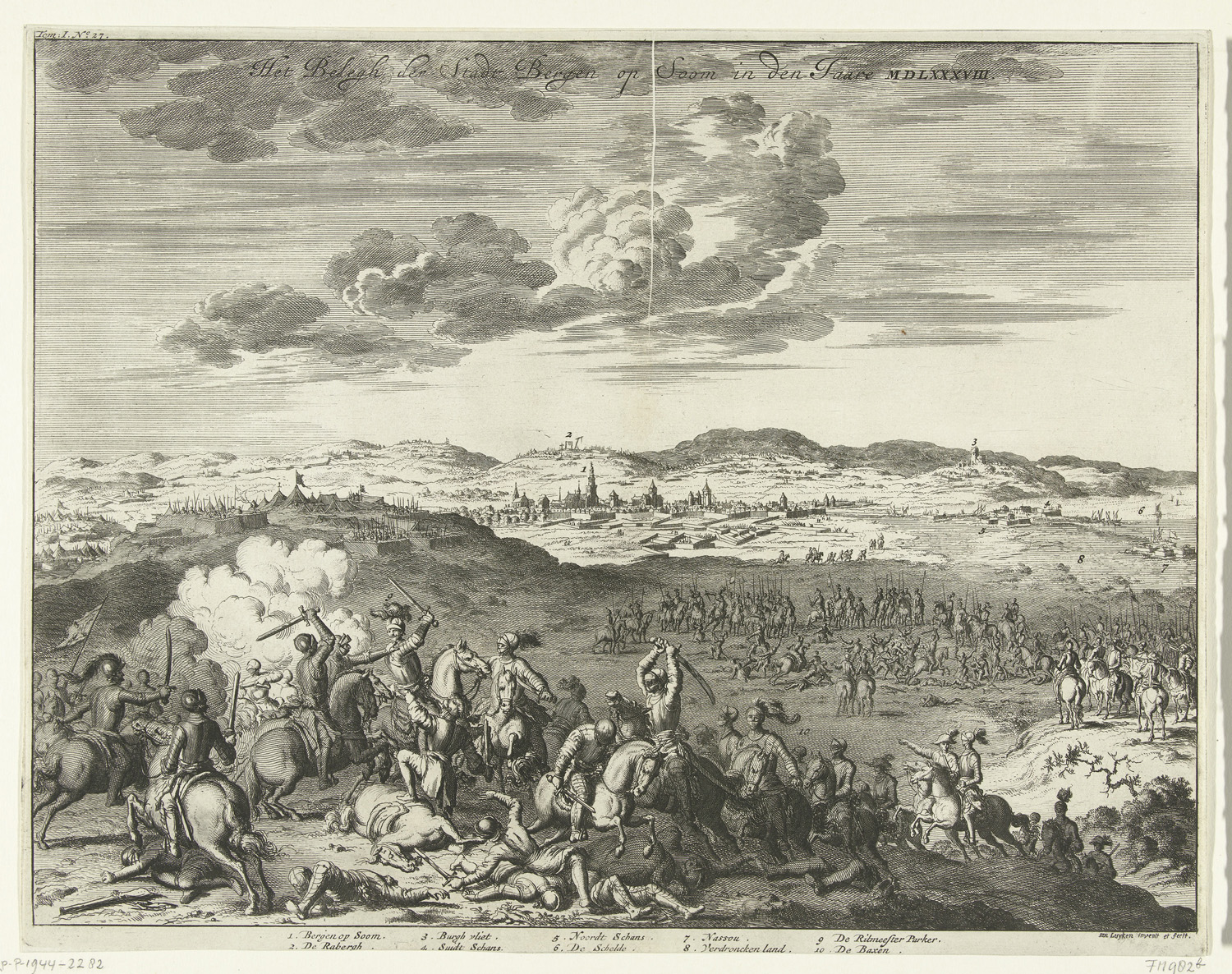
Beleg van Bergen op Zoom, 1588 door Jan Luyken. Op de voorgrond een stadsuitval van de gebroeders Bax

Engelse troepen slaagden er in een boot met 12 manschappen gevangen te nemen. In de boot vonden zij 60000 florijnen, bedoeld als soldij voor de Spaanse troepen.
Om Bergen op Zoom af te sluiten van de zee probeerden de Spaanse troepen via de doorgebroken dijken van het Noord- en Zuidland de haven aan te vallen. De verdediging van de havenmond werd naast de bestaande Noordschans verbeterd door aanleg van de schansen "Stavast" en "Papenmutse". In het zuiden werd op de resten van de Zuidlandse scheldedijk de "Borgerschans" (of "Parmaes Bril") aangelegd. Naast deze versterkingen ondervond Parma veel last van de springvloed op 1 oktober 1588. De herhaalde pogingen om de Bergse haven af te sluiten mislukten, waardoor Parma genoodzaakt was de aanval om te zetten in een belegering.

## List van Grimstone en Redhead
Tijdens een van de stadsuitvallen had de zoetelaar Robert Redhead nabij de Noordschans twee belangrijke Spaanse gevangenen gemaakt: Cosimo d'Alexandrini en Pedro de Lugo. Deze officieren waren de sterkte van de schans aan het controleren toen zij bij toeval door Redhead werden ontdekt. De twee gevangenen verbleven in het huis van de luitenant William Grimstone waar zij hem steekpenningen aanboden om de Spaanse troepen toegang te geven tot de Noordschans. Peregrine ontdekte deze poging tot omkoping en gaf Grimstone het bevel schijnbaar in te gaan op het aanbod. Daarop werd Grimstone vergezeld door Redhead heimelijk naar Parma gezonden om te waarschuwen dat de voorbereidingen waren getroffen om de schans in te nemen. Zij deden zich hierbij voor als overlopers, trouwe katholieken en aanhangers van de Engelse overloper William Stanley. Ook hadden zij een brief bij van de twee gevangen genomen Spaanse officieren om Parma te overtuigen. Op 6 oktober werden Grimstone en Redhead ontvangen door Parma. Na beraad eiste Parma van beide mannen dat zij de eed zouden afleggen op de Bijbel. Nadat de eed was afgenomen werd hen een grote som geld in het vooruitzicht gesteld indien de aanval succesvol zou blijken.
Voor de aanval werd een eenheid van honderd Spaanse en Waalse musketiers geformeerd, op afstand gevolgd door 2000 musketiers onder het bevel van Maestre de campo Don Sancho de Leyva. Deze werd vergezeld door Don Juan de Mendoza, Don Alonzo de Idiaquez en William Stanley en als gids begeleid door Grimstone en Redhead. Beiden Engelsen waren vastgebonden en werden elk bewaakt door twee soldaten die het bevel hadden gekregen beide mannen te doden indien zij verdacht gedrag vertoonden. Tijdens een donkere herfstnacht, zonder maneschijn en slecht weer met veel regen en wind, vertrokken de troepen. Na een tocht waarbij het water van de Schelde al snel tot borsthoogte kwam, bereikte de troep de afgesproken poort. Het buitenste valhek was bij aankomst geopend. Nadat de eerste groep Spanjaarden de schans was binnengedrongen werd het valhek door Peregrine gesloten zodat de aanvallers ingesloten zaten. De aanval die hierop volgde werd geleid door Francis Vere.
De buiten de schans resterende troepen beseften dat zij het slachtoffer waren geworden van een hinderlaag. Daarop zette zij de aanval in en bestormde zij de palissade. Nadat het valhek was geopend werden de resterende Spaanse troepen gedood of de golven van de Schelde in gejaagd. Grimstone en Redhead zagen in de verwarring kans zich te bevrijden. Door opkomende vloed verdronken 300 terugtrekkende troepen. Parma besefte bij het aanschouwen van de overlevenden dat het beleg moest worden opgeheven. Ook het slechte weer met stormen en overvloedige regenval en ziekten onder de troepen droegen bij aan dit besluit.

## Ontzetting
Op 13 november 1588 bereikte een leger van Schotse en Staatse troepen onder leiding van prins Maurits de belegerde stad. Na het aanleggen van forten in Roosendaal, Kalmthout en Hoogstraten trok het leger van Parma naar het zuiden.
Diverse Engelse en Nederlandse aanvoerders werden namen de Engelse koningin Elisabeth I geridderd. Ook werd een gedenkpenning geslagen.
1574: Slag bij Bergen op Zoom · 
1588: Beleg door Farnese (Parma) · 
1605: Aanvallen op Bergen op Zoom · 
1622: Beleg door Spinola · 
1643: Hinderlaag bij Bergen op Zoom · 
1747: Beleg door Löwenthal